# Magnolia campbellii
Magnolia campbellii este o specie de plante din genul Magnolia, familia Magnoliaceae, descrisă de Joseph Dalton Hooker și Thomas Thomson. Conform Catalogue of Life specia Magnolia campbellii nu are subspecii cunoscute.